# 西三陵
西三陵（：／）是韓國京畿道高陽市德陽區的一處王陵，鄰近首爾恩平的舊把撥（구파발）。西三陵由禧陵（희릉）、孝陵（효릉）及睿陵（예릉）三個王陵及眾多後宮和宗室的墓園組成。

## 詳細構成
- 禧陵是朝鮮第11代君主中宗第一位繼妃章敬王后尹氏的王陵。
  - 中宗的陵於明宗17年（即公元1562年）從這裡移葬至靖陵（位於首爾江南區三成洞）[1]
- 孝陵是朝鮮第12代君主、中宗與章敬王后的兒子仁宗及其正妃仁聖王后朴氏合葬的王陵。
- 睿陵是朝鮮第25代君主哲宗及其正妃哲仁王后金氏合葬的王陵。
- 懷墓（朝鲜语：회묘）是朝鮮第9代君主成宗時期的废妃尹氏的的墓園。在燕山君時期，曾被升格為懷陵。公元1969年移葬至這裡[2]。
- 昭慶園（소경원）是仁祖的長男昭顯世子的墓園。
- 懿寧園（의령원）是思悼世子的長男懿昭世孫的墓園。
- 孝昌園（朝鲜语：효창원）是正祖的長男文孝世子李㬀的墓園。正祖10年（1786年），文孝世子原來葬於高陽市栗木洞的孝昌墓。高宗7年（1870年），孝昌墓被升格成為孝昌園。日治朝鮮時的1945年5月，墓園從原址移到這裡。[3]
- 後宮墓包括有嬪和貴人的墓，計有朝鮮第22代君主正祖的後宮宜嬪成氏、元嬪洪氏、和嬪尹氏等16個墓。日治時期及解放後，墓園從非公開改為需要申請而可觀覽。[4]

## 交通
●首都圈電鐵3號線 元興站：約步行20分鐘。